# Julie Henriksen
Julie Emilie Marie Henriksen (født Lorenzen, 29. november 1872 i København, død 21. marts 1949) var en dansk skuespillerinde der har medvirket i en del stumfilm, hovedsageligt som statist eller mindre biroller.
Hun debuterede hos Nordisk Film i 1910, hvor hun blev igennem hele sin filmkarriere. I årene 1910-12 blev det til en del film, færre derefter. Hun medvirkede i 1920 i filmen Hans gode Genius, som blev hendes sidste film. Julie var fra 1900 gift med teaterdirektør Carl Christian Henriksen (1847-1907). Hun døde den 21. marts 1949, og ligger begravet på Bispebjerg Kirkegård i København.

## Filmografi
| - Sherlock Holmes III (instruktør Viggo Larsen, 1908) - Livets Storme (som musikerens hustru; instruktør August Blom, 1910) - Et Julebrev (ukendt instruktør, 1910) - Dirkens Mester (ukendt instruktør, 1910) - Den skæbnesvangre Opfindelse (instruktør August Blom, 1910) - Mads i Staden (ukendt instruktør, 1910) - Den Livegne (som bondens kone; ukendt instruktør, 1910) - Den ny Huslærer (ukendt instruktør, 1910) - Den hvide Slavehandel (som Annas mor; instruktør August Blom, 1910) - Den Dødes Halsbaand (instruktør August Blom, 1910) - Spionen fra Tokio (instruktør August Blom, 1910) - Samvittighedens Stemme (som fruen; ukendt instruktør, 1910) - Blind Alarm (ukendt instruktør, 1910) - Naar Katten er ude (ukendt instruktør, 1910) - Det bødes der for (instruktør August Blom, 1911) - Ved Fængslets Port (som tjenestepige hos Fru Hellertz; instruktør August Blom, 1911) - Kærlighedens Styrke (instruktør August Blom, 1911) - Dyrekøbt Ære (instruktør William Augustinus, 1911) - Livets Løgn (instruktør August Blom, 1911) - Den Sorte Hætte (som sagførerens kone; instruktør William Augustinus, 1911) - Den forsvundne Mona Lisa (instruktør Eduard Schnedler-Sørensen, 1911) - Vildledt Elskov (som fabrikspigen; instruktør August Blom, 1911) - De to Hjem paa Nørrebro (instruktør Holger Rasmussen, 1911) - Christian Schrøder i Panoptikon (ukendt instruktør, 1911) - Anna fra Æbeltoft (instruktør Eduard Schnedler-Sørensen, 1911) - Herr Storms første Monocle (instruktør August Blom, 1911) - Det mørke Punkt (instruktør August Blom, 1911) - Den hvide Slavehandels sidste Offer (som Ediths rejseledsager; instruktør August Blom, 1911) - Godt klaret (instruktør William Augustinus, 1911) | - Den farlige Alder (som stuepige hos enkegrevinden; instruktør August Blom, 1911) - Dyrekøbt Glimmer (instruktør Urban Gad, 1911) - Hævnen er sød (instruktør William Augustinus, 1911) - Tvillingebrødrene (instruktør William Augustinus, 1911) - Stævnemødet i Frederiksberg Have (som Stine, pige; instruktør William Augustinus, 1911) - Gadeoriginalen (instruktør August Blom, 1911) - Frelserpigen (instruktør William Augustinus, 1912) - For aabent Tæppe (instruktør August Blom, 1912) - Jernbanens Datter (instruktør August Blom, 1912) - Dødens Brud (instruktør August Blom, 1912) - Den Undvegne (instruktør August Blom, 1912) - Damernes Blad (som avisbud; instruktør August Blom, 1912) - Et Trekløver (instruktør Eduard Schnedler-Sørensen, 1912) - Det gamle Købmandshus (instruktør August Blom, 1912) - Vampyrdanserinden (instruktør August Blom, 1912) - Livets Baal (instruktør Eduard Schnedler-Sørensen, 1912) - Prinsesse Elena (som sygeplejerske; instruktør Holger-Madsen, 1913) - Et Kærlighedsoffer (instruktør Robert Dinesen, 1914) - En slem Dreng (instruktør Lau Lauritzen Sr., 1915) - Cigaretpigen (som En cigaretarbejderske; instruktør Holger-Madsen, 1915) - Den største Kærlighed (instruktør August Blom, 1916) - Gaardsangersken (som Bruuns hustru; instruktør Alfred Cohn, 1916) - Du skal elske din Næste (instruktør August Blom, 1916) - Spiritisten (instruktør Holger-Madsen, 1916) - Pax Æterna (instruktør Holger-Madsen, 1917) - Hans gode Genius (instruktør August Blom, 1922) - Skarpretterens Søn (ukendt instruktør) |